# Hipposideros wollastoni
Hipposideros wollastoni är en fladdermusart som beskrevs av Thomas 1913. Hipposideros wollastoni ingår i släktet Hipposideros och familjen rundbladnäsor. IUCN kategoriserar arten globalt som livskraftig. Inga underarter finns listade i Catalogue of Life. Wilson & Reeder (2005) skiljer mellan tre underarter.
Denna fladdermus förekommer främst i bergstrakter på centrala Nya Guinea i regioner upp till 1600 meter över havet. Mindre avskilda populationer finns i låglandet. Habitatet utgörs av lövskogar. Individerna vilar i fuktiga kalkstensgrottor.